# Nemoria characta
Nemoria characta là một loài bướm đêm trong họ Geometridae.